# Маджун

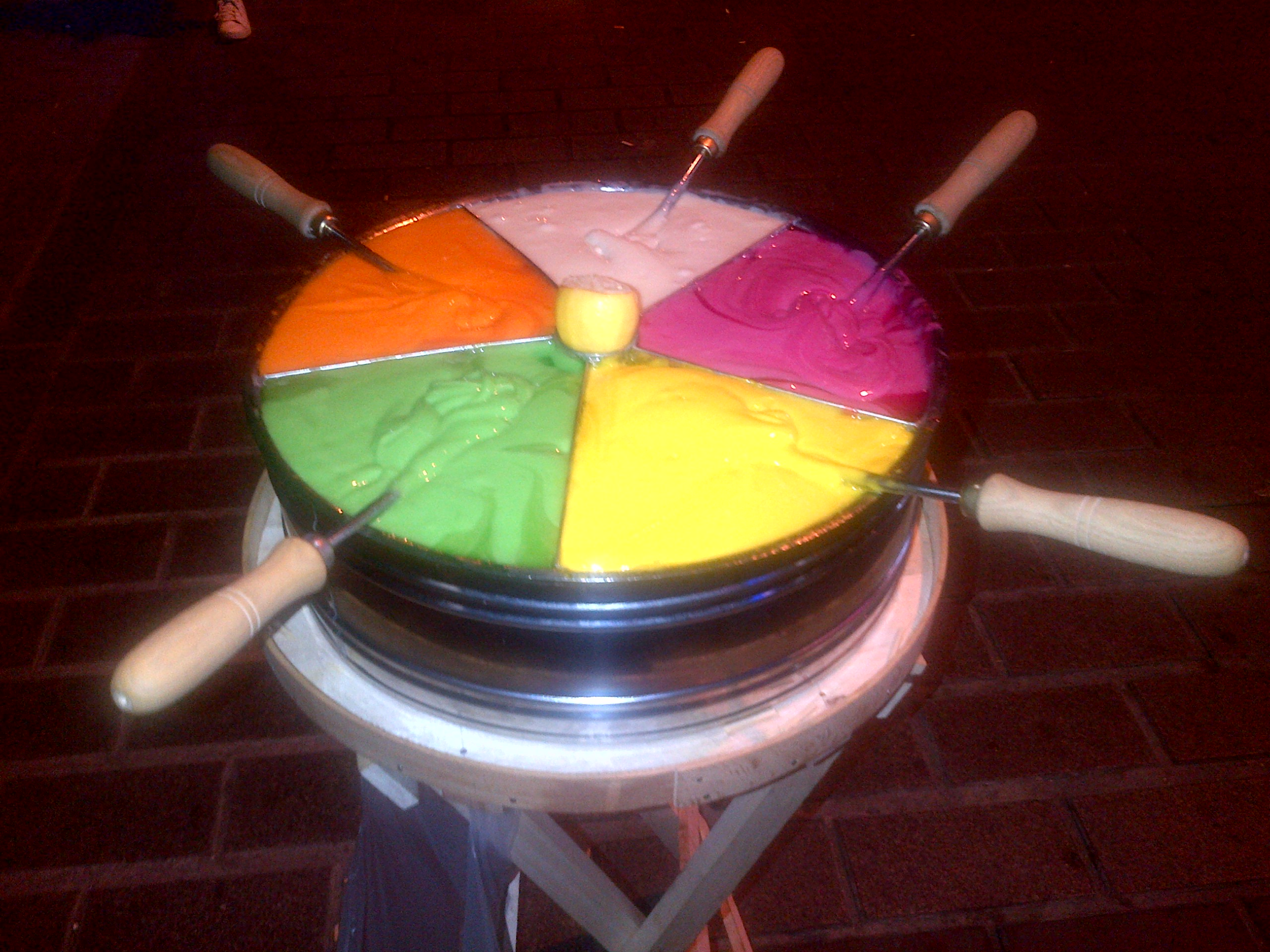
Маджун в Турции

Маджун (тур. Macun şekeri) — турецкая мягкая, сладкая и красочная конфетная паста. Маджун — уличная еда, которая может быть приготовлена со множеством различных трав и специй. Он произошёл от пряных заготовок Месир маджуну, традиционной турецкой травяной пасты, изготовление которой известно со средневековья. В то время маджун был известен и как фармацевтическое средство. Он традиционно подаётся на круглом подносе с отдельными отсеками для различных цветов. Потребление маджуна является частью некоторых турецких обычаев.

## Описание

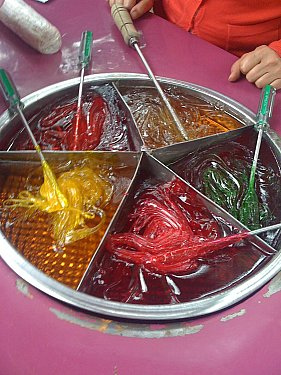
Маджун

Маджун — это уличная еда, часто продаваемая на открытом воздухе, особенно во время уличных фестивалей (тур. panayır). Это популярная сладость среди детей. Цвета различных видов маджуна бывают яркими или светлыми. Маджун можно приготовить с большим количеством трав и специй. В качестве ингредиентов для ароматизации маджуна традиционно выступают бергамот, корица, мастика, мята, роза, лимон и слива.

## История
Маджун произошёл от пряных заготовок Месир маджуну, традиционной турецкой травяной пасты, известной с древности и используемой тогда в качестве лекарственного средства.
Полагалось, что маджун обладает терапевтическим эффектом, придающим силы и успокаивающим дух. Исламские врачи придумали сотни видов маджуна. При его приготовлении различные травы и специи смешивались с мёдом, также служившим для сохранения продукта. Множество видов маджуна подавались и употреблялись как в качестве лекарства, так и в качестве кондитерских изделий (конфет). Так в период Османской империи был популярен Неруз маджуну (тур. Neruz macunu), также известный как неврузийе (тур. nevruziyye), использовавшийся как в медицине, так и в качестве сладкого угощения.
В XVII веке дервиш Сейид Хасан ввёл в употребление два вида маджуна, приправленных соответственно мятой и аиром. Они подавались во время трапезы, которую он делил с другими дервишами и своими друзьями. Сейид Хасан был шейхом суфийского ордена Сунбулийе .

## Подача

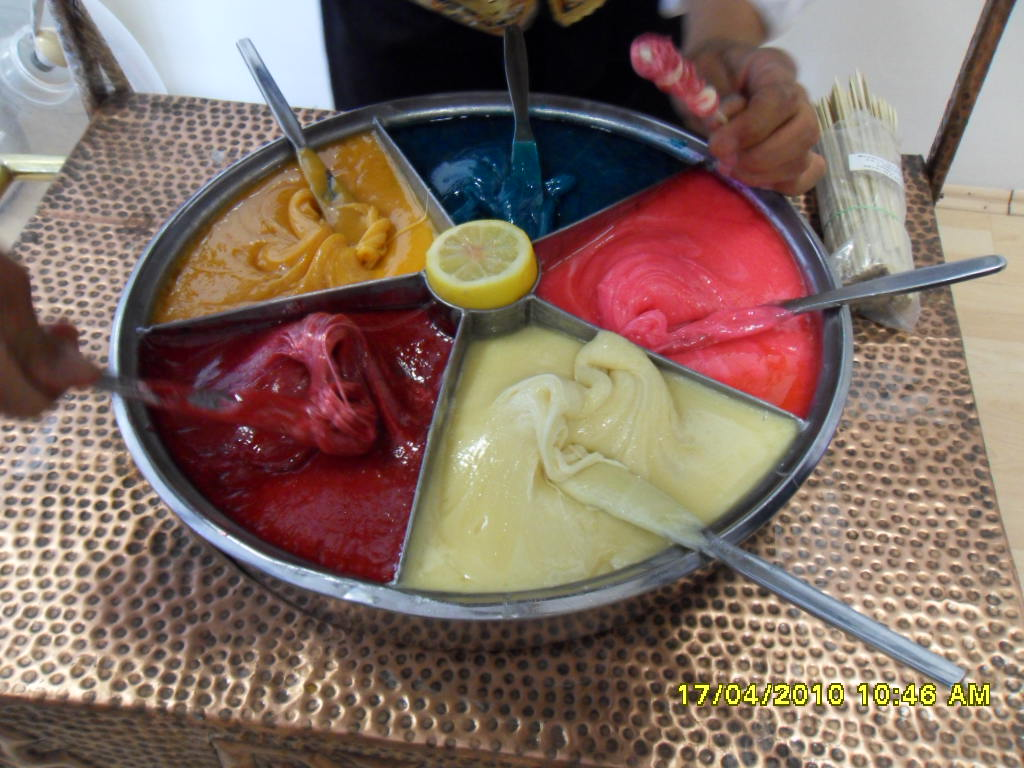
Маджун, подаваемый на традиционном подносе с отсеками.

Маджун обычно подают в круглом жестяном лотке, имеющем отдельные треугольные отсеки. Сладость могут подавать, используя маджунджу маблаги (тур. macuncu mablaği) или маджункеш (тур. macunkeş). Это приспособление имеет форму отвёртки, которое опускают в маджун и оборачивают вокруг малой ручки, наматывая пасту. Зачастую это делают с несколькими видами десерта, создавая полосатую конфету. В Турции людей, которые продают маджун, называют маджунджу (тур. macuncu).

### История
В прошлом в Турции подносы для маджуна сделаны из меди или древесины, и торговцы устанавливали их на треногах. Другие держали маджун в ёмкости, привязанной к талии ремнём, в результате чего она имела отдельные отсеки для различных вкусов сладости. Некоторые продавцы маджуна в Стамбуле пытались привлечь покупателей и успешно конкурировать с другими продавцами, исполняя музыку. Уличные торговцы продавали маджун на весеннем фестивале Хыдыреллез, в ярмарочные дни, праздники, на свадебных процессиях и на других мероприятиях.

## Обычаи
В регионе Анатолии существует свадебный обычай, когда жених ест маджун в ночь своей свадьбы. Праздник месир байрами в Манисе сопровождается раздачей маджуна среди людей на улицах.